# Hervin Ongenda
Hervin Ogenda (París, Francia, 24 de junio de 1995) es un futbolista francés que juega de centrocampista en el F. C. Botoșani de la Liga I.

## Biografía

### Carrera
Hizo su debut profesional el 6 de enero de 2013, en la Copa de Francia contra el Arras. El 3 de agosto de 2013, jugó en la Supercopa de Francia contra el Girondins de Burdeos. Entró de cambio por Javier Pastore en el minuto 73 y ocho minutos más tarde anotó el gol del empate del París Saint-Germain. Hizo su debut en la Ligue 1 el 9 de agosto de 2013 contra el Montpellier HSC.

## Clubes
| Club                         | País         | Año       |
| ---------------------------- | ------------ | --------- |
| París Saint-Germain F. C. II | Francia      | 2012-2013 |
| París Saint-Germain F. C.    | Francia      | 2013-2017 |
| S. C. Bastia (cedido)        | Francia      | 2014-2015 |
| PEC Zwolle                   | Países Bajos | 2017      |
| Real Murcia C. F.            | España       | 2018      |
| F. C. Botoșani               | Rumania      | 2018-2020 |
| A. C. ChievoVerona           | Italia       | 2020      |
| F. C. Botoșani               | Rumania      | 2020-2022 |
| Apollon Limassol             | Chipre       | 2022      |
| Rapid de Bucarest            | Rumania      | 2023      |
| F. C. Botoșani               | Rumania      | 2024-     |

## Palmarés

### Campeonatos nacionales
| Título                     | Club                      | País    | Año  |
| -------------------------- | ------------------------- | ------- | ---- |
| Supercopa de Francia       | París Saint-Germain F. C. | Francia | 2013 |
| Copa de la Liga            | París Saint-Germain F. C. | Francia | 2014 |
| Ligue 1                    | París Saint-Germain F. C. | Francia | 2014 |
| Supercopa de Francia       | París Saint-Germain F. C. | Francia | 2014 |
| Primera División de Chipre | Apollon Limassol          | Chipre  | 2022 |
| Supercopa de Chipre        | Apollon Limassol          | Chipre  | 2022 |